# 김광수 (군인)
김광수(金光洙, 1931년 7월 16일 ~ 1953년 6월 13일)는 대한민국의 군인으로 백마고지 전투와 M-1 고지 전투에서 활약했다.
평안북도 정주 출생으로 서울 양정고등학교를 졸업하고 1951년 7월 8일 갑정간부후보생 제8기로 육군보병학교에 입학해 6개월 간 군사교육과 훈련을 받고 1951년 1월 22일 졸업과 함께 육군 소위로 임관하였다.
1952년 1월 9일 제9사단이 배속되어 1월 22일 전차공격대대로 최초의 군 생활을 시작해 백마고지 전투에서 활약하였고 1953년 3월 1일 육군 중위로 진급해 6월 5일 제30연대 1대대 11중대 화기소대로 선임장교 겸 화기소대장으로 복무하였다.
1953년 6월 13일 강원도 M-1 고지 전투에서 백병전을 지휘하다가 전사했다. 사후 을지무공훈장이 추서되었다.